# 周熙杰
周熙杰，香港指揮家，現任香港中樂團常任指揮。他於2002年加入香港中樂團，並於2003至2010年擔任香港少年中樂團指揮。
周熙杰生長在一個馬來西亞家庭，於美國東南密蘇里州立大學（電腦及音樂雙學位學士）和南卡大學（管弦樂團指揮音樂碩士）畢業後，回到馬來西亞投入民族樂團的指揮及發展工作。另外，他曾跟從蘇照雄及錢兆熹學習作曲。